# Bahía de Antongil
Bahía de Antongil (localmente conocida como Helodranon' Antongila y en francés: Baie d'Antongil) es la bahía más grande del país africano de Madagascar. Se encuentra en el extremo norte de la costa este de la isla y para fines administrativos, está incluida dentro de la Región de Analanjirofo. La bahía tiene unos 60 km de longitud y una anchura de 30 km, y está demarcada por la península de Masoala en su lado oriental. En el extremo norte de la bahía está la isla de Nosy Mangabe y la ciudad de Maroantsetra.